# Donald Ridge (Antarktika)
Koordinaten: 79° 35′ S, 83° 13′ W
Donald Ridge ist ein schmaler Felsgrat, der sich südlich des Mount Capley in den westantarktischen Pioneer Heights in südlicher Richtung erstreckt. Etwa 1 Seemeile (1,9 Kilometer) westlich verläuft der ähnlich aussehende Ronald Ridge, südlich fließt der Driscoll-Gletscher.
Donald Ridge wurde vom United States Geological Survey im Rahmen der Erfassung des Ellsworthgebirges in den Jahren 1961–66 durch Vermessungen vor Ort und Luftaufnahmen der United States Navy kartografiert. Benannt wurde er vom Advisory Committee on Antarctic Names nach Donald L. Willson, der 1958 als Meteorologe auf der Forschungsstation Little America V arbeitete.